# Nominoë
Nominoë (br. Nevenoe, zm. 7 marca 851 niedaleko Vendôme), pierwszy książę Bretanii od 846 r. do śmierci, nazywany przez bretońskich działaczy narodowych "ojcem ojczyzny" (Tad ar Vro).

## Życiorys
W maju 831 r. na zjeździe w Ingelheim otrzymał od cesarza Ludwika I Pobożnego władzę nad Bretanią jako cesarski missus dominicus. Niektóre źródła określają go mianem hrabiego Vannes. Nominoë był wiernym stronnikiem cesarza Ludwika. Wspierał go podczas licznych rebelii jakim musiał stawić czoło cesarz w latach 30. Nominoë wspierał klasztor w Redon, gdzie zamawiał modły za spokój duszy cesarza Ludwika.
Po śmierci Ludwika (840) Nominoë pozostawał w przyjaznych stosunkach z jego synem, Karolem Łysym. Wiosną 841 r. Nominoë pomógł Karolowi stłumić bunt w Neustrii. Pozostał również wierny królowi przez kolejne lata wojen domowych. Latem 843 r. nastąpiło jednak zerwanie między Karolem a Nominoë. Nie wiadomo, czy stało się to dzięki namowom hrabiego Lamberta II z Nantes, czy też cesarza Lotara (brata Karola Łysego). W każdym razie od tego czasu Nominoë pozostawał wrogiem Karola.
Bretończyk współdziałał ze wszystkimi oponentami Karola Łysego – cesarzem Lotarem, Lambertem z Nantes i Pepinem Akwitańskim. Kiedy w czerwcu 843 r. Karol obległ stolicę Pepina Tuluzę, Nominoë zaatakował i spustoszył Maine. Listopadowa wyprawa odwetowa Karola dotarła do Rennes, ale nie przyniosła oczekiwanych przez króla rezultatów.
W październiku 844 r. synod biskupów w Yütz zażądał od Nominoë, Lamberta i Pepina przysięgi wierności Karolowi pod groźbą zbrojnej interwencji. Lambert i Pepin ugięli się i złożyli przysięgę, ale Nominoë zignorował wezwanie. Część Bretończyków przeszła jednak na stronę Karola. Ten spróbował więc zaatakować Bretanię, ale 22 listopada 845 r. został pobity pod Ballon.
Dwukrotnie, w 844 i 847 r., Nominoë prowadził wojnę z wikingami.
Latem 846 r. Karol Łysy ponownie pomaszerował na Bretanię, ale tym razem doszło do rozmów z Nominoë. Szczegóły frankijsko-bretońskiego pokoju nie są znane, ale Nominoë po raz pierwszy pojawia się w źródłach z tytułem księcia (dux). Wierność Nominoë nie trwała długo i już w grudniu zaatakował Neustrię. Działał prawdopodobnie na polecenie cesarza Lotara. Kolejne najazdy miały miejsce na wiosnę i pod koniec 849 r. Nominoe zaatakował również Andegawenię.
W 850 r. doszło do porozumienia Nominoë i jego dotychczasowego wroga, Lamberta z Nantes. Obaj sprzymierzeńcy zaatakowali Maine. W sierpniu Karol Łysy ponownie wyruszył na Bretanię i obsadził garnizonami Nantes i Rennes. Rychło po jego odejściu Nominoë i Lambert odzyskali utracone miasta. Do ich niewoli dostał się nowy hrabia Nantes, Amalryk.
Nominoë zmarł 7 marca 851 r. niedaleko Vendôme, podczas kolejnego najazdu na Andegawenię. Ze swoją żoną Argentaelą miał syna Erispoë, swojego następcę.